# Рушниця-вогнемет

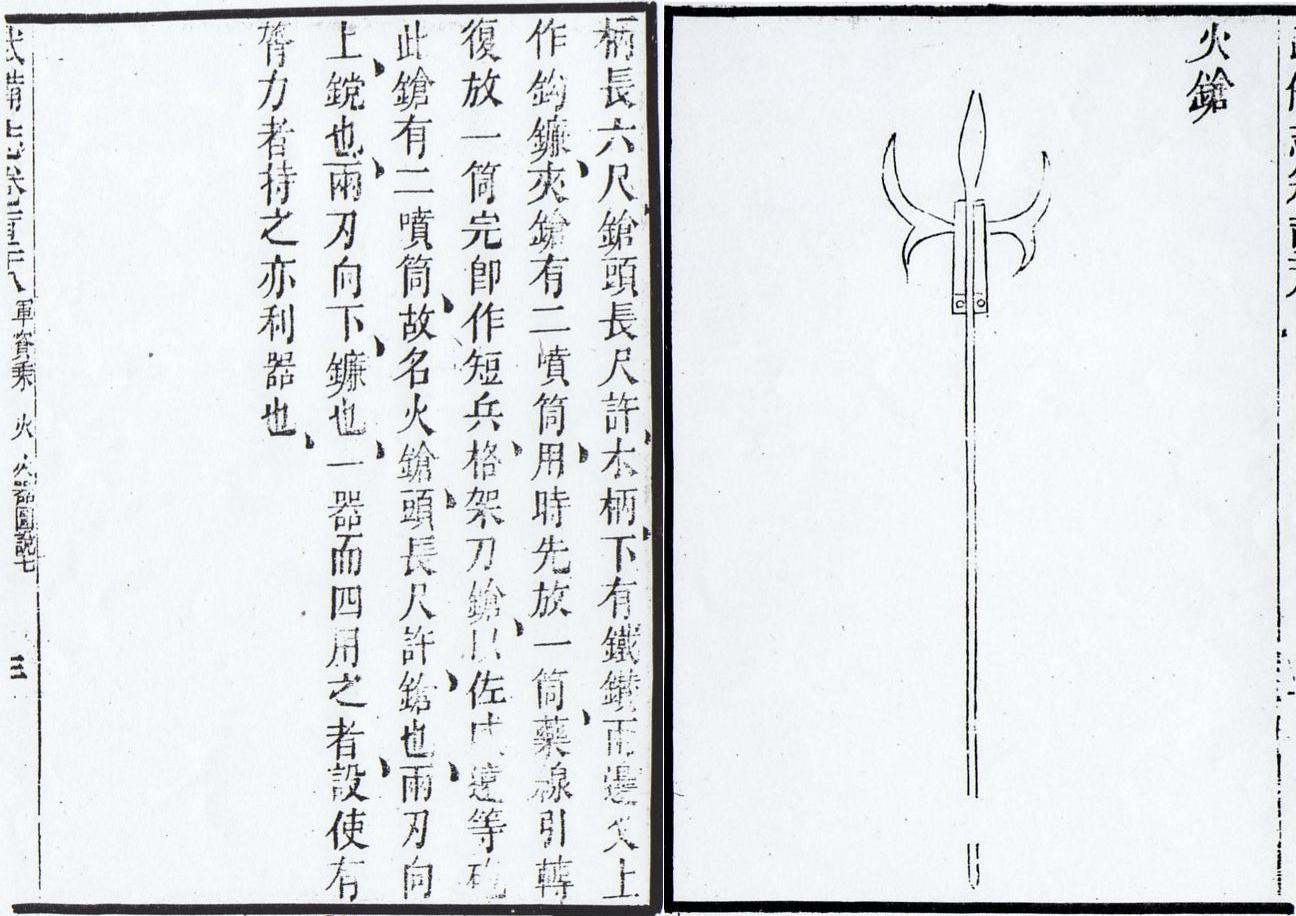
Рушниця-вогнемет часів династії Мін

Рушниця-вогнемет (Кит. 噴火器的長槍. Піньінь. Pēnhuǒ qì de chángqiāng.) — маньчжурська та ранньокитайська вогнепальна зброя, яка є рушницею укомплектованою вогнеметом. На відміну від вогняного списа, котрий знешкоджував мішень залповим пострілом, рушниця-вогнемет вражала ціль горючою речовиною що обпікала чи підпалювала її. Вперше використовувалася маньчжурськими військами Імперії Цзінь, і з часом стала відома китайцям які її вдосконалили. Вийшла з вжитку після гибелі Імперії Мін.